# 康拉德·格斯纳
康拉德·格斯纳（德語：Conrad Gesner，1516年3月26日—1565年12月13日），瑞士博物学家、目录学家。他的五卷本巨著《动物史》涵盖广泛，且配有精确的插图，被认为是动物学研究的起源之作。他的目录学著作《世界书目》的内容庞大，分类科学，影响十分深远。他在语言学和植物学方面也颇有建树。

## 生平
康拉德·格斯纳生于苏黎世的一个毛皮商家庭。他曾在伊拉斯谟的朋友约翰·雅可布·阿曼的指导下学习过拉丁语。1531年发生的第二次凯普尔战争夺取了他父亲的生命，他不得不返回家中，维持一家的生计。但在一些朋友如麦考尼尔斯·奥斯瓦尔德和海因里希·布林格的帮助下，他得以进入斯特拉斯堡大学和博格斯大学读书，在巴黎他找到了一位慷慨的资助人。1535年，法国各地发生针对新教徒的迫害活动，格斯纳回到了苏黎世，草草结了婚。不久他的朋友们帮助他进入巴塞尔大学就读。
1537年他担任新成立的洛桑大学的希腊语教授，空闲时会从事植物学的研究。同年他编写的一部希腊-拉丁语词典出版，这是他出版的第一部著作。1540-1541年他到医学院很有名气的蒙彼利埃大学就读，1541年获得了巴塞尔大学的医学博士学位，博士论文为讨论心脏和大脑和人类情绪的关系，他倾向于认为大脑控制着人的情绪。之后在苏黎世卡罗利尔姆学院（苏黎世大学前身）任医学与自然史教授。他曾被斐迪南一世封为骑士。1565年瘟疫席卷了苏黎世，康拉德·格斯纳为了寻找检测和治疗瘟疫的办法，多次接触患者，最终被传染而去世

## 著作

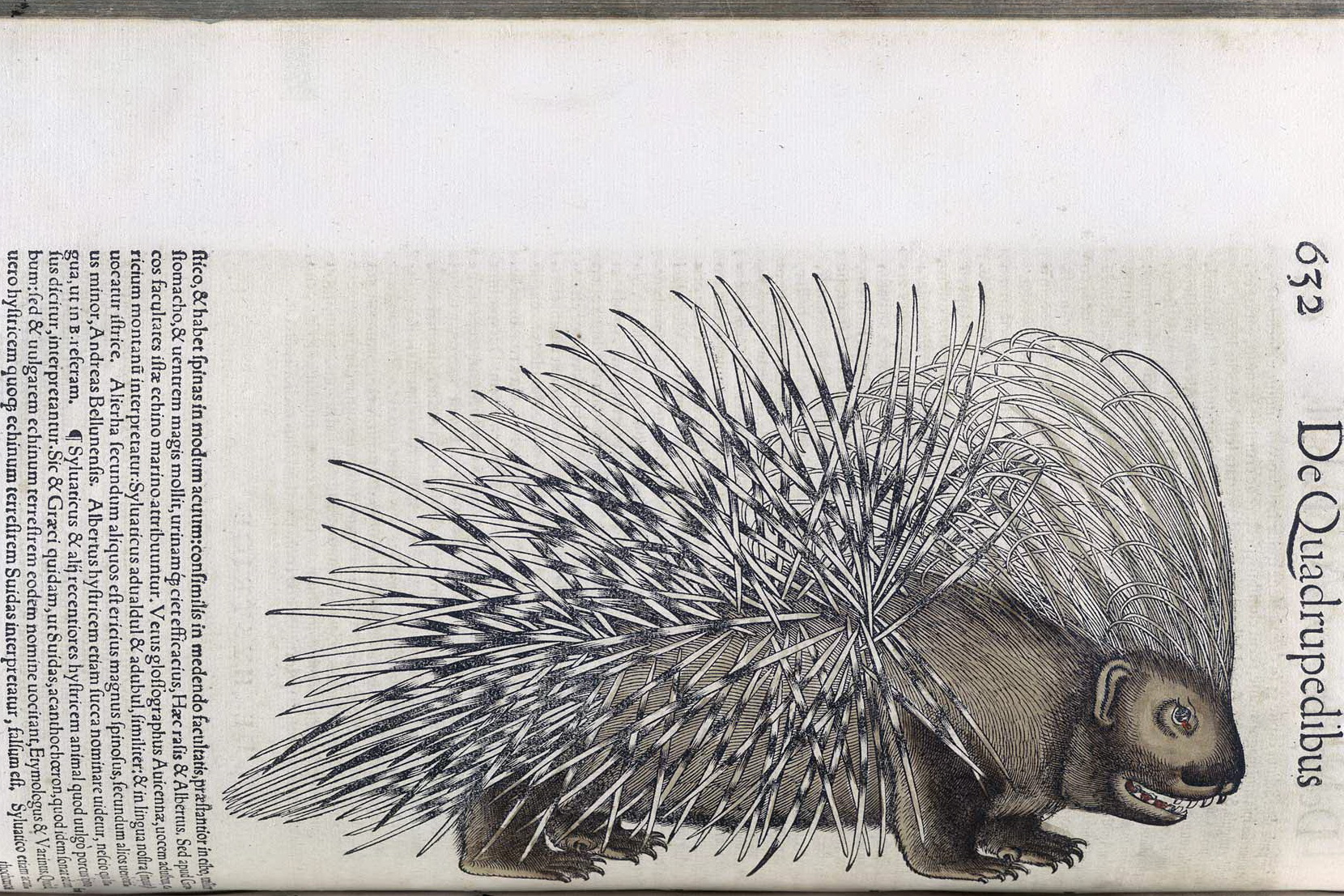
格斯纳《动物史》一书中的箭猪

他的动物学著作《动物史》于1551-1558年间分四卷在苏黎世出版，论述蛇类的第五卷于其去世后的1587年出版。这部著作共三千余页，采用类似老普林尼的《自然史》的风格，对当时已知的几乎所有动物（包括某些幻想中的动物）都有详尽描述，比如他是欧洲第一个描述褐鼠和豚鼠的人。格斯纳和他的合作者还为这本书绘制和大量细致的插图。《动物史》被认为是一部划时代的著作，是现代动物学研究的起源之作。《动物史》出版时，宗教迫害的可能性仍然存在，在教宗保禄四世的影响下，一名信新教的作者会污染他所有的著作，于是这本书被列入了罗马天主教会的禁书目录。
在动物学研究之外，格斯纳喜欢登山，每年都要攀登至少一座高峰。这一方面是为了锻炼身体，另一方面也是进行植物的采集和绘图。格斯纳进行了大量的植物学研究，留下了大量手稿，后被编为《植物史》，但直到他去世之后将近二百年的1750年才出版。这本书以取材详尽和绘图精细为长，采取字母顺序排列，在分类上未有大的创新。由于当时卡尔·林奈已经发表了新的植物分类法，故这本《植物史》在科学上没有什么影响。
在自然科学之外，格斯纳对目录学也有很大贡献。1545年他编写了《世界书目》第一版，这本书里介绍了1800位作家（包括已知的拉丁、希腊和希伯文来作家）的一万多本图书。1548年他出版了《世界书目》的增订本。这本书有3万多个条目，并用恰当的主题词将书籍分成了二十一类，同时在书中使用了互相参照法。他还是一位语言学家，在他1555年出版的著作中，列举了已知的130种语言，并有二十二种语言的主祷文。

## 外部連結
- Theatre of Insects
- Online version of Insectorvm Sive Minimorum Animalivm Theatrvm from GDZ
- Conrad Gesner's Thierbuch, Vogelbuch, Fischbuch, Schlangenbuch, De Scorpione - Reproductions of books.
- Urs B. Leu: Konrad Gessner在線上《瑞士歷史辭典》中的德文、法文或版詞條。
- "500 jears program" Conrad Gessner,  jear 2016
- Book: german : «Facetten eines Universums. Conrad Gessner 1516–2016» (pictures and documents)) editors: Urs B. Leu and Mylène Ruoss. And : Simona Boscani Leoni, Massimo Danzi, Florike Egmond, Walter Etter, Anja-Silvia Goeing, Daniel Hess, Hildegard Elisabeth Keller, Urs B. Leu, Clemens Müller, Reto Nyffeler, Manfred Peters, Alex Rübel, Mylène Ruoss, Hans-Konrad Schmutz, Berchtold Weber. preword  from  Susanna Bliggenstorfer, Lukas Keller and Andreas Spillmann.  "sviss  land museum" (Swiss National Museum) and zoological  museum  NZZ Libro from 16-a Marto 2016 ISBN 978-3-03810-152-9
- Book:  german:    «Conrad Gessner (1516–1565)»  biography:  Conrad Gessner (1516-1565) author:  Urs B. Leu, and list  of  600 leters;  NZZ Libro from 16-a march  2016; ISBN 978-3-03810-153-6
- Page through a virtual copy of Gessner's Historiae Animalium
- The Natural History of Horses, with Memoir of Gesner by Charles Hamilton Smith
- Images from Icones Animalium... 1560.
- Online Galleries, History of Science Collections, University of Oklahoma Libraries （页面存档备份，存于） High resolution images of works by and/or portraits of Conrad Gessner in .jpg and .tiff format.
- View works by Conrad Gessner （页面存档备份，存于） online at the Biodiversity Heritage Library.